# Kap Labuan
Das Kap Labuan ist eine felsige Landspitze an der Südwestseite der Insel Heard im südlichen Indischen Ozean. Das Kap liegt auf halbem Weg zwischen dem Kap Arkona und dem Lavett Bluff und bildet den südwestlichen Ausläufer der Insel.
Teilnehmer der Australian National Antarctic Research Expeditions kartierten es 1948 und benannten es nach der HMAS Labuan, dem Rettungsschiff dieser Forschungsreise.